# Bryan Volpenhein
Bryan Daniel Volpenhein (født 18. august 1976 i Cincinnati, Ohio, USA) er en amerikansk tidligere roer, olympisk guldvinder og tredobbelt verdensmester.
Volpenhein vandt en guldmedalje ved OL 2004 i Athen, som del af den amerikanske otter. Udover Volpenhein bestod bådens besætning af Wyatt Allen, Jason Read, Chris Ahrens, Joseph Hansen, Matt Deakin, Dan Beery, Beau Hoopman og styrmand Peter Cipollone. Amerikanerne sikrede sig guldmedaljen foran Holland og Australien, der vandt henholdsvis sølv og bronze. Fire år senere var han med i båden igen ved OL 2008 i Beijing, hvor det blev til en bronzemedalje.
Volpenhein vandt desuden tre verdensmesterskaber i otter, i henholdsvis 1998, 1999 og 2005.

## OL-medaljer
- 2004:  Guld i otter
- 2008:  Bronze i otter